# 境界
境界用于区分各种领域、区域、环境。本意指地理空间界限，引申至人物所处的抽象领域层次如：哲学思想的高度、宗教信仰的修行修炼进度、内心所处环境（心境）。

## 地理空间区域
- 政治實體划分及行政区划：如按国界划分的国境（边境、边疆）。
- 天然地形划分：如山川、海洋、洲岛、江河、湖泊。

## 大众文化
- 《境·界》：久保帶人的漫畫及其衍生作品。

## 地區
- 世界有七大洲和五片海洋來分別境界